# Luftflotte 3
Luftflotte 3 var en tysk flygflotta under andra världskriget.

## Slaget om Storbritannien

### Organisation
Luftflottens organisation den 13 augusti 1940.
- IV. Fliegerkorps (Generalleutnant Kurt Pflugbeil), Dinard
  - Lehrgeschwader 1 Orléans/Bricy,(Oberstleutnant Bülowius)
    - I. Gruppe, Junkers Ju 88, Orleans/Bricy, Hptm. W. Kern
    - II. Gruppe, Junkers Ju 88, Orleans/Bricy, Major Debratz
    - III. Gruppe, Junkers Ju 88, Chateaudun, Major Dr. E. Bormann

  - Kampfgeschwader 27 Tours, (Oberst Gerhard Conrad)
    - I. Gruppe, Heinkel He 111,	Tours	, Major Gerhard Ulbricht
    - II. Gruppe,	Heinkel He 111, Dinard, Major Friedrich-Karl Schlichting
    - III. Gruppe, Heinkel He 111, Rennes, Major Manfred Freiherr von Sternberg

  - Kampfgeschwader 40 (Fjärrspaning) (Oberst Ernst-August Roth (as of 1 August)
    - Stabschwarme, Junkers Ju 88, Brest-Guipavas, Oberst Ernst-August Roth
    - I. Gruppe, Focke-Wulf Fw 200, Brest-Guipavas, Hptm Edmund Daser

  - Sturzkampfgeschwader 3 (Oberst Angerstein)
    - Stabschwarme, Junkers Ju 87 and Dornier Do 17, Caen

  - Kampfgruppe 806 (Maritime bombers) (Oberst
    - Junkers Ju 88, Nantes, Hptm. W. Siegel

  - Aufklärungsgruppe 31 (Fjärrspaning)
    - 3. Staffel, Dornier Do 17, Junkers Ju 88, Messerschmitt Bf 110, Rennes, Hauptmann Sieckemus

  - Aufklärungsgruppe 121(Fjärrspaning)
    - 3. Staffel, Junkers Ju 88, North-West France, Hauptmann Kerber
- V. Fliegerkorps (General der Flieger Robert Ritter von Greim) Villacoublay
  - Kampfgeschwader 51 Orly,(Major Schulz-Heyn)
    - I Gruppe, Junkers Ju 88,	Melun, Major Schulz-Heyn
    - II Gruppe, Junkers Ju 88, Orly, Major Winkler
    - III Gruppe, Junkers Ju 88, Étampes, Major W. Marienfeld

  - Kampfgeschwader 54 Evreux, (Oberstleutnant Otto Höhne)
    - I Gruppe, Junkers Ju 88, Evreux, Hptm. Jobst-Heinrich von Heydebrock
    - II Gruppe,	Junkers Ju 88, St. Andre-de-L’Eure, Major Kurt Leonhardy (saknad 11 augusti). Ersatt av Hptm Karl-Bernhard Schlaeger (acting). Ersatt av Htpm Hans Widmann.[1]

  - Kampfgeschwader 55 Villacoublay	,(Oberstleutnant Alois Stoeckl - KIA 14 August). Ersatt av Obstlt Hans Korte 15 August[2]
    - I Gruppe	, Heinkel He 111, Dreux, Major Joachim Roeber
    - II Gruppe, Heinkel He 111,	Chartres, Major Friedrich Kless
    - III Gruppe, Heinkel He 111, Villacoublay, Hptm Hans Schlemell

  - Aufklärungsgruppe 14 (Fjärrspaning)
    - 4. Staffel, Dornier Do 17,  Messerschmitt Bf 110, Cherbourg, Hauptmann von Dewitz

  - Aufklärungsgruppe 121 (Fjärrspaning)
    - 4. Staffel, Dornier Do 17, Junkers Ju 88, Villacoublay, Hauptmann Kerber (?)
- VIII. Fliegerkorps General der Flieger Wolfram Freiherr von Richthofen, Deauville
- Jagdfliegerführer 3 Oberst Werner Junck), Deauville
  - Jagdgeschwader 2 Evreux, (Major von Bülow)
    - Stabschwarme, Messerschmitt Bf 109, Beaumont-le-Roger, Major von Bülow
    - I. Gruppe, Messerschmitt Bf 109, Beaumont-le-Roger, Major H. Strumpell
    - II. Gruppe, Messerschmitt Bf 109,	Beaumont-le-Roger, Major Wolfgang Schellmann
    - III. Gruppe, Messerschmitt Bf 109, Le Havre, Major Dr. Erich Mix

  - Jagdgeschwader 27 Cherbourg-West,(Oberstleutnant Max Ibel)
    - Stabschwarme, Messerschmitt Bf 109, Cherbourg-West, Oberstleutnant Max Ibel
    - I. Gruppe,	Messerschmitt Bf 109,	Plumetot, Hptm. Eduard Neumann
    - II. Gruppe, Messerschmitt Bf 109, Crepon, Hptm. Lippert
    - III. Gruppe, Messerschmitt Bf 109, Carquebutt, Hptm. J. Schlichting

  - Jagdgeschwader 53 Cherbourg, (Major von Cramon-Taubadel)
    - Stabschwarme, Messerschmitt Bf 109, Cherbourg|| Major von Cramon-Taubadel
    - I. Gruppe, Messerschmitt Bf 109, Rennes, Hptm. Blumensaat
    - II. Gruppe, Messerschmitt Bf 109, Dinan, Major Günther Freiherr von Maltzahn
    - III. Gruppe, Messerschmitt Bf 109, Sempy & Brest, Hptm. Harro Harder (Hptm. Wolf-Dietrich Wilcke från 13 August)

  - Zerstörergeschwader 2 Toussee-le-Noble, (Oberstleutnant Friedrich Vollbracht)[3]
    - Stabschwarme, Messerschmitt Bf 110, Toussee-le-Noble, Oberstleutnant Vollbracht
    - I. Gruppe, Messerschmitt Bf 110, Amiens, Hptm. Heinlein
    - II. Gruppe, Messerschmitt Bf 110, Guyancourt,	Major Carl

## Invasionen av Normandie
Luftflottan kontrollerade de bombplan och attackplan som fanns tillgängliga i Frankrike och kunde sättas in mot den allierade invasionen. Men på grund av det allierade luftherraväldet så kunde man inte nämnvärt störa invasionen

### Organisation
Organisationen i juli 1944.
- IX. Fliegerkorps
  - 3. (F)/Aufklärungsgruppe 122
  - Kampfgeschwader 2
  - Kampfgeschwader 6
  - Kampfgeschwader 30
  - Kampfgeschwader 54
  - Kampfgeschwader 66
  - Lehrgeschwader 1

## Befälhavare[5]
- Generalfeldmarschall Hugo Sperrle   (1 Sep 1939 - 23 Aug 1944)
- Generaloberst Otto Dessloch   (23 Aug 1944 - 22 Sep 1944)
- Generalleutnant Alexander Holle   (22 Sep 1944 - 26 Sep 1944)